# Nord-Süd-Strecke
| Bahnhof                                             |  | Hannover Hbf                                                      | Hannover Hbf                                                      |
| Abzweig geradeaus und nach links                    |  | Schnellfahrstrecke nach Göttingen                                 | Schnellfahrstrecke nach Göttingen                                 |
|                                                     |  | siehe Hannöversche Südbahn                                        |                                                                   |
| Abzweig geradeaus und von links                     |  | Schnellfahrstrecke von Hannover                                   | Schnellfahrstrecke von Hannover                                   |
| Bahnhof                                             |  | Göttingen                                                         | Göttingen                                                         |
| Abzweig geradeaus und ehemals nach rechts           |  | ehem. Hannöversche Südbahn nach Kassel über die Dransfelder Rampe | ehem. Hannöversche Südbahn nach Kassel über die Dransfelder Rampe |
| Abzweig geradeaus und nach rechts                   |  | Schnellfahrstrecke nach Kassel                                    | Schnellfahrstrecke nach Kassel                                    |
|                                                     |  | siehe Bahnstrecke Frankfurt–Göttingen                             |                                                                   |
| Abzweig geradeaus, ehemals nach links und von links |  | von Halle (Saale)                                                 | von Halle (Saale)                                                 |
| Bahnhof                                             |  | Eichenberg                                                        | Eichenberg                                                        |
| Abzweig geradeaus und nach rechts                   |  | nach Hann. Münden                                                 | nach Hann. Münden                                                 |
|                                                     |  | siehe Bahnstrecke Frankfurt–Göttingen                             |                                                                   |
| Abzweig geradeaus und von rechts                    |  | Friedrich-Wilhelms-Nordbahn von Guntershausen                     | Friedrich-Wilhelms-Nordbahn von Guntershausen                     |
| Bahnhof                                             |  | Bebra                                                             | Bebra                                                             |
| Abzweig geradeaus, nach links und von links         |  | Friedrich-Wilhelms-Nordbahn nach Gerstungen                       | Friedrich-Wilhelms-Nordbahn nach Gerstungen                       |
|                                                     |  | siehe Bahnstrecke Frankfurt–Göttingen                             |                                                                   |
| Abzweig geradeaus und von rechts                    |  | Schnellfahrstrecke von Kassel                                     | Schnellfahrstrecke von Kassel                                     |
| Bahnhof                                             |  | Fulda                                                             | Fulda                                                             |
| Abzweig geradeaus und nach links                    |  | Schnellfahrstrecke nach Würzburg                                  | Schnellfahrstrecke nach Würzburg                                  |
|                                                     |  | siehe Bahnstrecke Frankfurt–Göttingen                             |                                                                   |
| Bahnhof                                             |  | Flieden                                                           | Flieden                                                           |
| Abzweig geradeaus, nach rechts und von rechts       |  | nach Schlüchtern (siehe unten)                                    | nach Schlüchtern (siehe unten)                                    |
| Dienststation / Betriebs- oder Güterbahnhof         |  | Elm                                                               | Elm                                                               |
|                                                     |  | siehe Bahnstrecke Flieden–Gemünden                                |                                                                   |
| Abzweig geradeaus, nach links und von links         |  | Verbindung von/zur Schnellfahrstrecke                             | Verbindung von/zur Schnellfahrstrecke                             |
| Abzweig geradeaus, nach rechts und von rechts       |  | von/nach Aschaffenburg                                            | von/nach Aschaffenburg                                            |
| Bahnhof                                             |  | Gemünden (Main)                                                   | Gemünden (Main)                                                   |
|                                                     |  | siehe Bahnstrecke Würzburg–Aschaffenburg                          |                                                                   |
| Abzweig geradeaus und von rechts                    |  | Schnellfahrstrecke von Fulda                                      | Schnellfahrstrecke von Fulda                                      |
| Bahnhof                                             |  | Würzburg Hbf                                                      | Würzburg Hbf                                                      |

|                                             |  | von Fulda (siehe oben)                |                           |
| Bahnhof                                     |  | Flieden                               | Flieden                   |
| Abzweig geradeaus, nach links und von links |  | von/nach Elm (siehe oben)             | von/nach Elm (siehe oben) |
| Bahnhof                                     |  | Schlüchtern                           | Schlüchtern               |
|                                             |  | siehe Bahnstrecke Frankfurt–Göttingen |                           |
| Abzweig geradeaus und von links             |  | von Aschaffenburg                     | von Aschaffenburg         |
| Bahnhof                                     |  | Hanau Hbf                             | Hanau Hbf                 |
|                                             |  | siehe Bahnstrecke Frankfurt–Göttingen |                           |
| Bahnhof                                     |  | Frankfurt (Main) Hbf                  | Frankfurt (Main) Hbf      |

Als Nord-Süd-Strecke wird die Eisenbahnverbindung von Hannover über Göttingen, Bebra und Fulda nach Würzburg bezeichnet, inklusive einer Zweigstrecke nach Frankfurt am Main.
Nach dem Ende des Zweiten Weltkrieges bis zur Eröffnung der weitgehend parallelen Schnellfahrstrecke Hannover–Würzburg war sie die bedeutendste und meistbefahrene Verbindung der damaligen Deutschen Bundesbahn zwischen Nord- und Süddeutschland.
Heute wird der Betrieb der Nord-Süd-Strecke vor allem durch den Güterverkehr geprägt, daneben dient sie auch noch dem Regionalverkehr, während der Personenfernverkehr überwiegend auf die Schnellfahrstrecke Hannover–Würzburg verlagert wurde.

## Bedeutung und Betrieb

### Bis 1945
Die einzelnen Strecken waren nicht unbedeutend, gleichwohl gab es keinen nennenswerten durchgehenden Verkehr von Hannover über Bebra und Fulda nach Frankfurt oder Würzburg. Der Nord-Süd-Verkehr Richtung Frankfurt lief zu einem großen Teil über Kassel und die Main-Weser-Bahn, der Verkehr Richtung Bayern auch über Leipzig bzw. Halle und die Saalbahn.

### 1945 bis 1991
Die Nord-Süd-Strecke wurde einer der wichtigsten Nachschubwege der US-amerikanischen Truppen von ihrem Seehafen Bremerhaven aus. Südlich von Eichenberg führte die Strecke kurz über thüringisches Gebiet, das zur sowjetischen Besatzungszone gehörte. Infolge des Wanfrieder Abkommens lag die gesamte Nord-Süd-Strecke schließlich westlich der innerdeutschen Grenze. Die Nord-Süd-Strecke erhielt aufgrund dieses Abkommens in diesem Bereich auch den Namen „Whisky-Wodka-Linie“.
Sie wurde damit zu einer Westumfahrung der DDR und musste den zuvor über die Saalbahn und andere weiter östlich gelegene Strecken abgewickelten Verkehr übernehmen, bis hin zu Verbindungen wie Kopenhagen–Wien, die zuvor über Rostock, Dresden und Prag liefen.
In den 1950er Jahren wuchs der Nord-Süd-Verkehr stark an. Die Deutsche Bundesbahn bevorzugte für den Personenfernverkehr zunehmend die schnellere Verbindung über Göttingen, Bebra und Fulda gegenüber der Main-Weser-Bahn via Gießen, die nunmehr den Güterverkehr übernahm. Kassel wurde so jedoch vom Personenfernverkehr weitgehend abgeschnitten und war nur noch mit einzelnen Fernzügen und Zubringern nach Göttingen oder Bebra angebunden.
Die Verbindung wurde massiv ausgebaut, insbesondere wurde sie 1963 elektrifiziert. Wo es technisch möglich war, wurde die Geschwindigkeit auf bis zu 160 km/h erhöht: zwischen Gelnhausen und Hanau seit den 1990er Jahren sogar abschnittsweise auf 200 km/h. An anderen Stellen (Eichenberg, Bebra, …) konnten aber nicht einmal 100 km/h erreicht werden.
Seit den 1960er Jahren war klar, dass die bestehenden Strecken dauerhaft überlastet und zu langsam sein würden. Mit Einführung des Intercity-Verkehrs im Taktfahrplan ab 1979 verschärften sich die Kapazitätsprobleme. 1988 wurde zunächst der südliche Abschnitt zwischen Fulda und Würzburg, 1991 der nördliche Teil von Hannover nach Fulda der Schnellfahrstrecke Hannover–Würzburg eröffnet.

### Entwicklung seit 1991
Der Intercity-Express-Verkehr zwischen Hannover und Würzburg nutzt die Schnellfahrstrecke. Die Züge Richtung Frankfurt fahren ab Fulda weiterhin auf der Altstrecke, die abschnittsweise zur Schnellfahrstrecke ausgebaut worden war. Der Abschnitt zwischen Bebra und Fulda wird darüber hinaus von den ICE-Zügen der Ost-West-Verbindung Dresden–Frankfurt am Main benutzt.
Nördlich von Göttingen fuhren bis Dezember 2009 Intercity-Züge im Zweistundentakt (Nachfolger der ehemaligen Interregio-Züge) mit diversen Zwischenhalten. Seit Dezember 2009 verkehren auch diese Züge zwischen Hannover und Göttingen über die Schnellfahrstrecke, lediglich drei Züge in der Hauptverkehrszeit sind der alten Strecke erhalten geblieben.
Da die Schnellfahrstrecke nachts von Güterzügen befahren wird, verkehren in dieser Zeit einzelne Fernverkehrszüge auf der Nord-Süd-Strecke.

## Geschichte und Verlauf

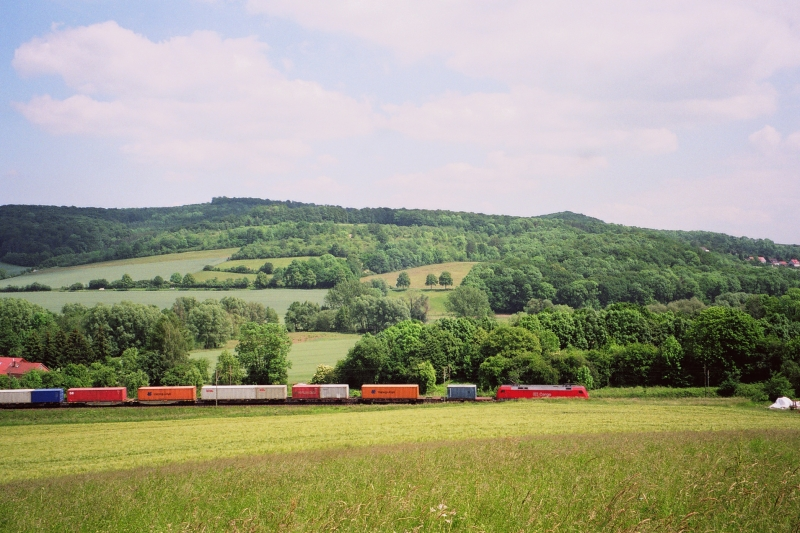
Die Nord-Süd-Strecke verläuft überwiegend durch die dünn besiedelte Schichtstufenlandschaft, hier bei Friedland.

Die Nord-Süd-Strecke fasst mehrere historisch gewachsene Bahnstrecken (oder Teile davon) zusammen. Sie verläuft überwiegend durch die dünn besiedelte mitteldeutsche Schichtstufenlandschaft und folgt dort kurvenreich einigen Flusstälern.

### Hannover – Göttingen
Der Abschnitt bis Göttingen ist 1854 Bestandteil der Hannöverschen Südbahn, die die beiden Hauptstädte Hannover (vom Königreich Hannover) und Kassel (von Kurfürstentum Hessen) verband. Wichtige Zwischenstationen sind Alfeld (Leine), Kreiensen und Northeim. Dieser Abschnitt verläuft weitgehend eben im Leinetal.

### Göttingen – Bebra

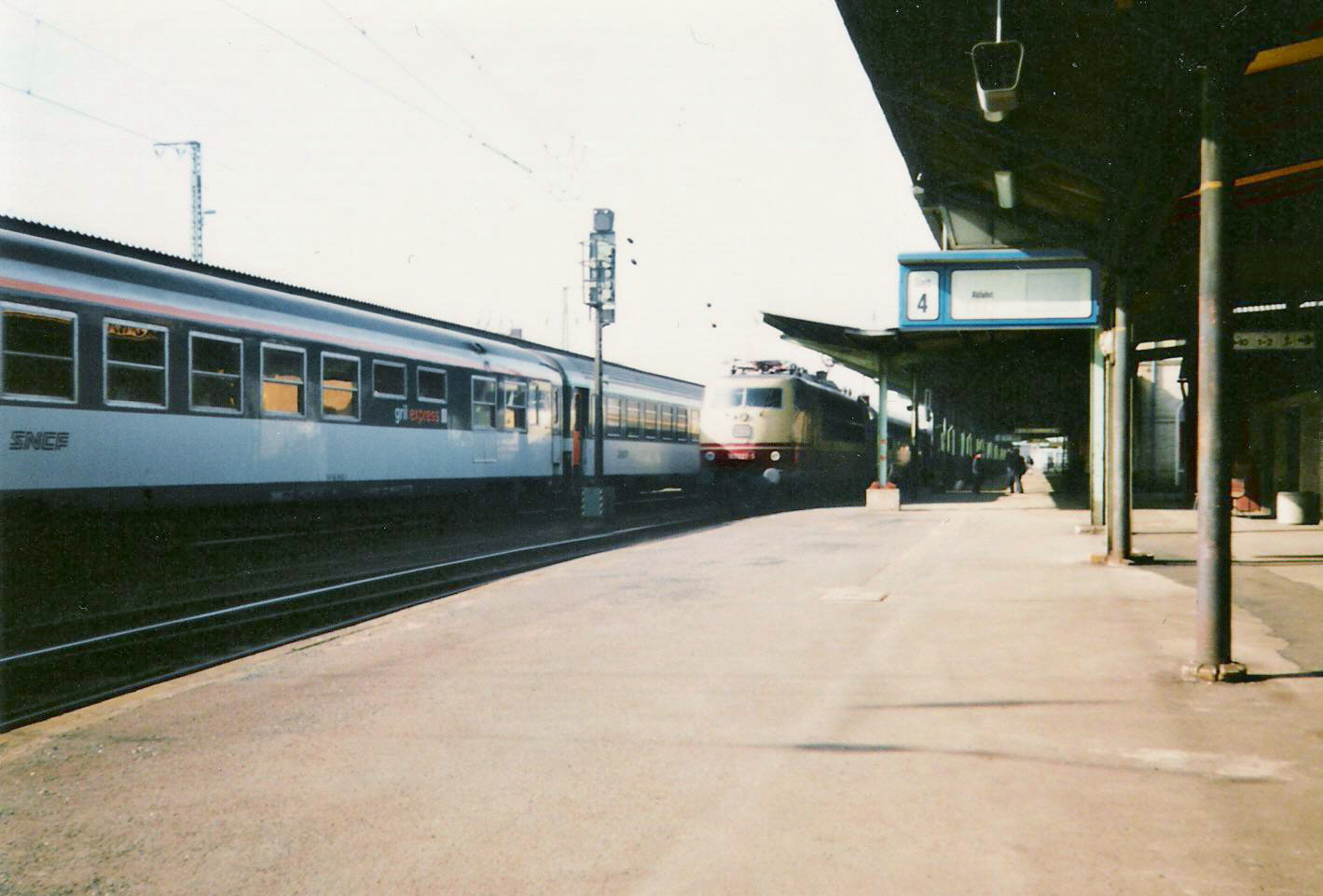
Fernzüge in Bebra Anfang der 90er Jahre

Nach der Annexion von Hannover und Kurhessen durch das Königreich Preußen 1866 schufen die Preußischen Staatseisenbahnen mehrere Verbindungen zwischen den bestehenden Strecken.
Als erstes wurde 1867 eine Zweigstrecke der Hannöverschen Südbahn von Göttingen weiter durch das Leinetal über Friedland (Han) nach Arenshausen an der Bahnstrecke Halle–Hann. Münden gebaut. 
Das nächste wichtige Ziel war Bebra, dort traf die Bahnstrecke Bebra–Fulda auf die Bahnstrecke Bebra–Baunatal-Guntershausen. Der Bau dieser Strecke von Friedland über Bad Sooden-Allendorf und Eschwege gestaltete sich schwieriger und wurde erst 1876 fertig gestellt.
Bei Eichenberg und Cornberg waren erhebliche Steigungen zu überwinden, dazu waren insgesamt vier Eisenbahntunnel nötig, um aus dem Tal der Leine zunächst in das Tal der Werra sowie ihrer Nebenflüsse Wehre und Sontra zu gelangen, und von dort aus schließlich in das Tal der Fulda.

### Bebra – Elm
Diese Bahnstrecke wurde 1868 zur Anbindung der kurhessischen Städte Hanau, Fulda und Bad Hersfeld sowie der kurz zuvor von Preußen annektierten, bis 1866 freien Stadt Frankfurt am Main an die Friedrich-Wilhelms-Nordbahn geschaffen. Bei Bad Hersfeld verlässt die Trasse das Tal der Fulda, da dieses Gebiet zum Großherzogtum Hessen gehörte.
Von Fulda aus musste nun der Landrücken überwunden werden, dazu führte die Strecke ab Flieden zu einer Spitzkehre in Elm. Von dort aus verläuft die Strecke hinab nach Schlüchtern im Kinzigtal und folgt dem Flüsschen Kinzig über Gelnhausen nach Hanau und weiter nach Frankfurt am Main.
Durch den Bau des Schlüchterner Tunnels unter dem Distelrasen wurde die Strecke 1914 zwischen Flieden und Schlüchtern verkürzt, gleichzeitig wurde die Spitzkehre in Elm nicht mehr benötigt.

### Elm – Gemünden
Wie die Bahnstrecke zwischen Göttingen und Bebra ist dieser Abschnitt erst 1872 nach der Reichseinigung entstanden. Sie schließt in Elm an die alte Trasse der Frankfurt-Bebraer Bahn an und machte so aus dem ehemaligen Spitzkehrenbahnhof einen Trennungsbahnhof. Da der Abschnitt zwischen Flieden und Elm seit dem Tunnelbau nurmehr von Zügen Richtung Gemünden genutzt wird, betrachtet man heute die Strecke zwischen Flieden und Gemünden als Einheit.
Zwischen Elm und Jossa führt die Strecke mit einer sehr kurven- und tunnelreichen Trassierung erst entlang des Oberlaufs der Kinzig und dann hinab in das Tal der Sinn. Dieser folgt sie bis zur Mündung in den Main bei Gemünden.

### Gemünden – Würzburg
Von Gemünden über Karlstadt bis Würzburg nutzt der Nord-Süd-Verkehr die Bahnstrecke Würzburg–Aschaffenburg im Maintal (geöffnet 1854).